# Honorato Quintero Toscano
Honorato Quintero Toscano (El Cocuy, 22 de enero de 1844 - El Cocuy, 29 de enero de 1872) fue un militar y político colombiano, miembro del Partido Liberal Colombiano.

## Primeros años y educación
Hijo de Emigdio Antonio Quintero y Zoila Toscano Bautista, Honorato recibió el sacramento del bautismo en su pueblo natal de manos del sacerdote Pedro Ignacio Boada, teniendo como padrinos a Román Martínez y Blasina Toscano. Cursó estudios de Derecho en la Universidad Colegio Mayor de Nuestra Señora del Rosario durante los años 1867, 1868 y 1869, lo que le permitió adquirir una sólida formación académica que posteriormente aplicaría en su carrera pública.
Honorato era primo del también político boyacense Francisco Borja Quintero Gallo.

## Carrera militar y política
Defensor comprometido de los principios liberales, alcanzó el rango de coronel en el ejército colombiano. Participó activamente en las guerras civiles de la época, destacándose en enfrentamientos como los de la Ferrería de Samacá, Susacón y Belén.
En el ámbito político, Quintero desempeñó múltiples cargos de relevancia:
- Diputado a la Asamblea de Boyacá: Fue elegido diputado principal para el período comprendido entre el 10 de octubre de 1872 y el 30 de septiembre de 1874. Durante su gestión, integró la Comisión de Guerra junto a los diputados Eliseo Neira y Jesús María Chaparro. Posteriormente, ejerció como diputado suplente entre 1874 y 1876.

- Representante a la Cámara: En las elecciones del 1 de octubre de 1873, resultó electo como representante al Congreso Nacional, superando en votación a figuras políticas de la talla de Jesús Casas Rojas, Luis Carlos Rico y Celso Serna, entre otros. Su labor legislativa se extendió desde el 1 de febrero de 1875 hasta 1877, periodo en el cual integró la Comisión de Obras Públicas.

- Otros cargos: Además de sus roles legislativos, se desempeñó como juez civil del circuito, jefe departamental del Norte y miembro del cabildo de la municipalidad de El Cocuy, evidenciando su compromiso con el servicio público y el desarrollo regional.

## Incursión en Güicán y fallecimiento
El 29 de enero de 1877, en el marco de las guerras civiles, el coronel Quintero lideró una incursión en el municipio de Güicán. Durante esta acción, se produjo el controversial traslado del lienzo de la Virgen Morenita de Güicán a El Cocuy. Según relatos de la época, el cuadro fue recuperado posteriormente por la señora Genoveva Cújar, quien lo resguardó en su residencia antes de su devolución al santuario de Güicán.
En el transcurso de estos enfrentamientos, Quintero resultó herido de gravedad en combate y falleció en el campo de batalla.

## Vida personal
El 10 de junio de 1876, contrajo matrimonio en El Cocuy con Mercedes Morales, hija de Salvador Morales y Zoila Velandia. De esta unión nació en 1877 su única hija, María Soledad de los Dolores Quintero Morales. Tras su fallecimiento, el gobierno de los Estados Unidos de Colombia reconoció sus méritos y servicios, otorgando una pensión a su viuda e hija en señal de gratitud por su dedicación al país.

## Genealogía
|  |                                      |  |  |  |  |  |  |  |  |  |  |  |  |  |  |  |
|  | 2. Emigdio Antonio Quintero          |  |  |  |  |  |  |  |  |  |  |  |  |  |  |  |
|  |                                      |  |  |  |  |  |  |  |  |  |  |  |  |  |  |  |
|  |                                      |  |  |  |  |  |  |  |  |  |  |  |  |  |  |  |
|  | 20. Martín Quintero                  |  |  |  |  |  |  |  |  |  |  |  |  |  |  |  |
|  |                                      |  |  |  |  |  |  |  |  |  |  |  |  |  |  |  |
|  |                                      |  |  |  |  |  |  |  |  |  |  |  |  |  |  |  |
|  | 10. Tomás Quintero y Zambrano        |  |  |  |  |  |  |  |  |  |  |  |  |  |  |  |
|  |                                      |  |  |  |  |  |  |  |  |  |  |  |  |  |  |  |
|  |                                      |  |  |  |  |  |  |  |  |  |  |  |  |  |  |  |
|  | 21. María Jacinta Zambrano           |  |  |  |  |  |  |  |  |  |  |  |  |  |  |  |
|  |                                      |  |  |  |  |  |  |  |  |  |  |  |  |  |  |  |
|  |                                      |  |  |  |  |  |  |  |  |  |  |  |  |  |  |  |
|  | 5. María Josefa Quintero Cornejo     |  |  |  |  |  |  |  |  |  |  |  |  |  |  |  |
|  |                                      |  |  |  |  |  |  |  |  |  |  |  |  |  |  |  |
|  |                                      |  |  |  |  |  |  |  |  |  |  |  |  |  |  |  |
|  | 22. Alonso Cornejo                   |  |  |  |  |  |  |  |  |  |  |  |  |  |  |  |
|  |                                      |  |  |  |  |  |  |  |  |  |  |  |  |  |  |  |
|  |                                      |  |  |  |  |  |  |  |  |  |  |  |  |  |  |  |
|  | 11. María Antonia Cornejo y Melo     |  |  |  |  |  |  |  |  |  |  |  |  |  |  |  |
|  |                                      |  |  |  |  |  |  |  |  |  |  |  |  |  |  |  |
|  |                                      |  |  |  |  |  |  |  |  |  |  |  |  |  |  |  |
|  | 23. Paula Melo                       |  |  |  |  |  |  |  |  |  |  |  |  |  |  |  |
|  |                                      |  |  |  |  |  |  |  |  |  |  |  |  |  |  |  |
|  |                                      |  |  |  |  |  |  |  |  |  |  |  |  |  |  |  |
|  | 1. Honorato Quintero Toscano         |  |  |  |  |  |  |  |  |  |  |  |  |  |  |  |
|  |                                      |  |  |  |  |  |  |  |  |  |  |  |  |  |  |  |
|  |                                      |  |  |  |  |  |  |  |  |  |  |  |  |  |  |  |
|  | 24. Nicolás Mariano Morales y Moreno |  |  |  |  |  |  |  |  |  |  |  |  |  |  |  |
|  |                                      |  |  |  |  |  |  |  |  |  |  |  |  |  |  |  |
|  |                                      |  |  |  |  |  |  |  |  |  |  |  |  |  |  |  |
|  | 12. Nicolás Morales y Fajardo        |  |  |  |  |  |  |  |  |  |  |  |  |  |  |  |
|  |                                      |  |  |  |  |  |  |  |  |  |  |  |  |  |  |  |
|  |                                      |  |  |  |  |  |  |  |  |  |  |  |  |  |  |  |
|  | 25. Rosa Antonina Fajardo y Reyes    |  |  |  |  |  |  |  |  |  |  |  |  |  |  |  |
|  |                                      |  |  |  |  |  |  |  |  |  |  |  |  |  |  |  |
|  |                                      |  |  |  |  |  |  |  |  |  |  |  |  |  |  |  |
|  | 6. Manuel Salvador Morales Bernal    |  |  |  |  |  |  |  |  |  |  |  |  |  |  |  |
|  |                                      |  |  |  |  |  |  |  |  |  |  |  |  |  |  |  |
|  |                                      |  |  |  |  |  |  |  |  |  |  |  |  |  |  |  |
|  | 26. Cornelio Bernal                  |  |  |  |  |  |  |  |  |  |  |  |  |  |  |  |
|  |                                      |  |  |  |  |  |  |  |  |  |  |  |  |  |  |  |
|  |                                      |  |  |  |  |  |  |  |  |  |  |  |  |  |  |  |
|  | 13. Rosa Bernal y Garavito           |  |  |  |  |  |  |  |  |  |  |  |  |  |  |  |
|  |                                      |  |  |  |  |  |  |  |  |  |  |  |  |  |  |  |
|  |                                      |  |  |  |  |  |  |  |  |  |  |  |  |  |  |  |
|  | 27. Isadora Garavito                 |  |  |  |  |  |  |  |  |  |  |  |  |  |  |  |
|  |                                      |  |  |  |  |  |  |  |  |  |  |  |  |  |  |  |
|  |                                      |  |  |  |  |  |  |  |  |  |  |  |  |  |  |  |
|  | 3. Zoila Toscano Bautista            |  |  |  |  |  |  |  |  |  |  |  |  |  |  |  |
|  |                                      |  |  |  |  |  |  |  |  |  |  |  |  |  |  |  |
|  |                                      |  |  |  |  |  |  |  |  |  |  |  |  |  |  |  |
|  | 28. Juan Velandia y Santiesteban     |  |  |  |  |  |  |  |  |  |  |  |  |  |  |  |
|  |                                      |  |  |  |  |  |  |  |  |  |  |  |  |  |  |  |
|  |                                      |  |  |  |  |  |  |  |  |  |  |  |  |  |  |  |
|  | 14. Francisco Velandia y Bárcenas    |  |  |  |  |  |  |  |  |  |  |  |  |  |  |  |
|  |                                      |  |  |  |  |  |  |  |  |  |  |  |  |  |  |  |
|  |                                      |  |  |  |  |  |  |  |  |  |  |  |  |  |  |  |
|  | 29. Catalina Bárcenas                |  |  |  |  |  |  |  |  |  |  |  |  |  |  |  |
|  |                                      |  |  |  |  |  |  |  |  |  |  |  |  |  |  |  |
|  |                                      |  |  |  |  |  |  |  |  |  |  |  |  |  |  |  |
|  | 7. Zoila Velandia Guarín             |  |  |  |  |  |  |  |  |  |  |  |  |  |  |  |
|  |                                      |  |  |  |  |  |  |  |  |  |  |  |  |  |  |  |
|  |                                      |  |  |  |  |  |  |  |  |  |  |  |  |  |  |  |
|  | 30. José Guarín                      |  |  |  |  |  |  |  |  |  |  |  |  |  |  |  |
|  |                                      |  |  |  |  |  |  |  |  |  |  |  |  |  |  |  |
|  |                                      |  |  |  |  |  |  |  |  |  |  |  |  |  |  |  |
|  | 15. Rosaura Guarín y Rodríguez       |  |  |  |  |  |  |  |  |  |  |  |  |  |  |  |
|  |                                      |  |  |  |  |  |  |  |  |  |  |  |  |  |  |  |
|  |                                      |  |  |  |  |  |  |  |  |  |  |  |  |  |  |  |
|  | 31. María Eulalia Rodríguez          |  |  |  |  |  |  |  |  |  |  |  |  |  |  |  |
|  |                                      |  |  |  |  |  |  |  |  |  |  |  |  |  |  |  |
|  |                                      |  |  |  |  |  |  |  |  |  |  |  |  |  |  |  |

## Legado
Honorato Quintero Toscano es recordado como un ferviente defensor del liberalismo y un servidor público comprometido con el progreso de su región y de Colombia. Su vida y acciones reflejan la convulsa realidad política del siglo XIX en el país y su inquebrantable compromiso con sus ideales.